# Terlago
Terlago (dt. Terlach; im lokalen Dialekt: Terlác) ist eine Fraktion der italienischen Gemeinde (comune) Vallelaghi in der Provinz Trient, Region Trentino-Südtirol.

## Geografie
Der Ort liegt etwa 6,5 Kilometer nordwestlich von Trient auf einer Höhe von 456 m s.l.m. am Lago di Terlago unterhalb des Paganella-Massivs. Nordöstlich liegen mit dem Lago Santo und Lago di Lamar noch zwei weitere kleinere Seen direkt über dem Etschtal.

## Geschichte

Ehemaliges Gemeindewappen

Terlago war bis 2015 eine eigenständige Gemeinde und schloss sich am 1. Januar 2016 mit den Gemeinden Vezzano und Padergnone zur Gemeinde Vallelaghi zusammen. Dem Gemeindegebiet gehörten noch die Fraktionen Covelo, Monte Terlago, Maso Ariol und Maso Travolt an. Die Nachbargemeinden waren Andalo, Fai della Paganella, Lavis, Molveno, Trient, Vezzano und Zambana. Die Gemeinde gehörte zur Talgemeinschaft Comunità della Valle dei Laghi.

## Namensgebung
Der Name Terlago leitet sich von lateinisch inter lacūs ‚zwischen den Seen‘ ab.

## Söhne und Töchter des Ortes
- Robert von Terlago (1842–1927), Abgeordneter zum Österreichischen Reichsrat

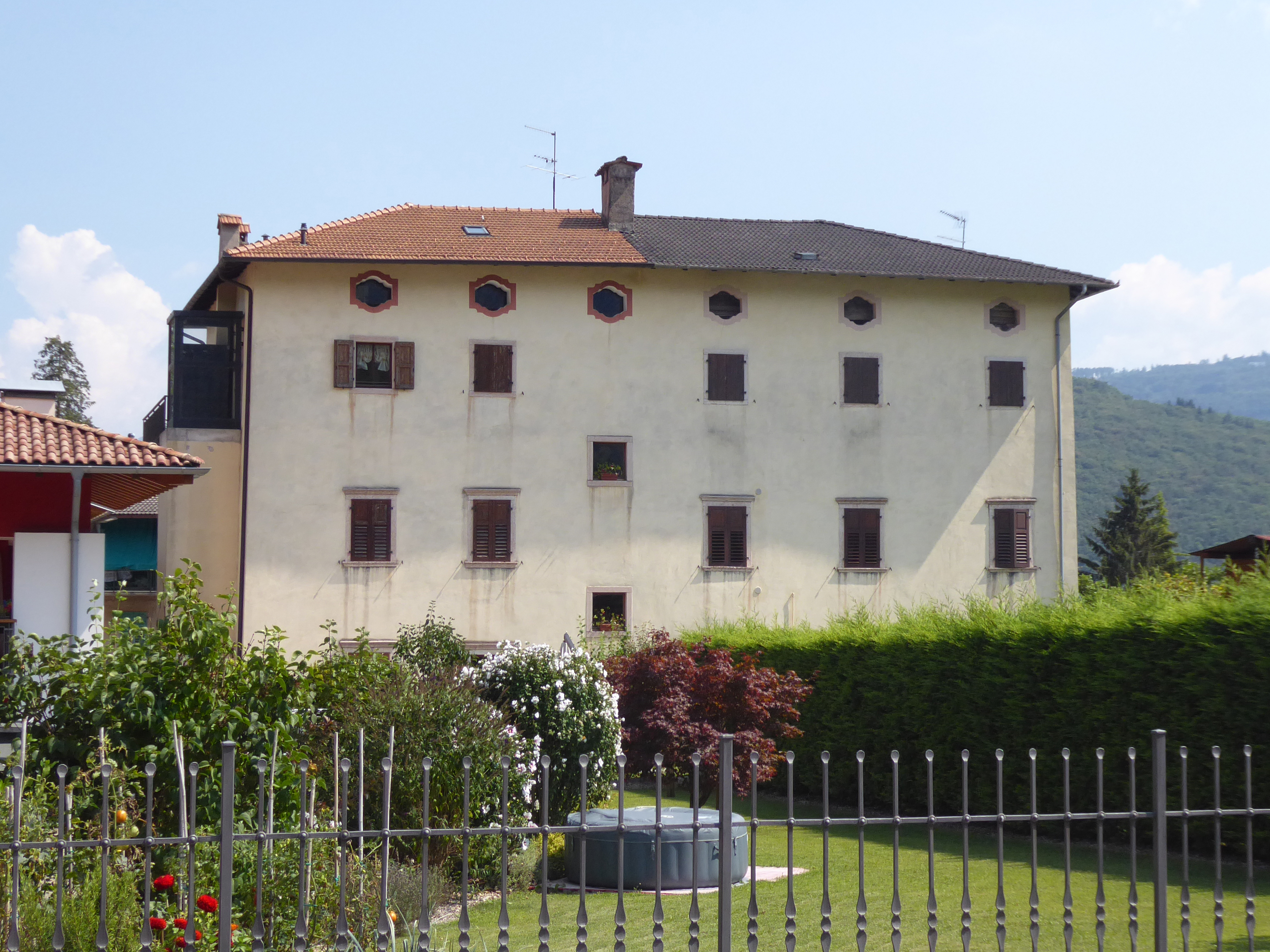
Palazzo Altenburger
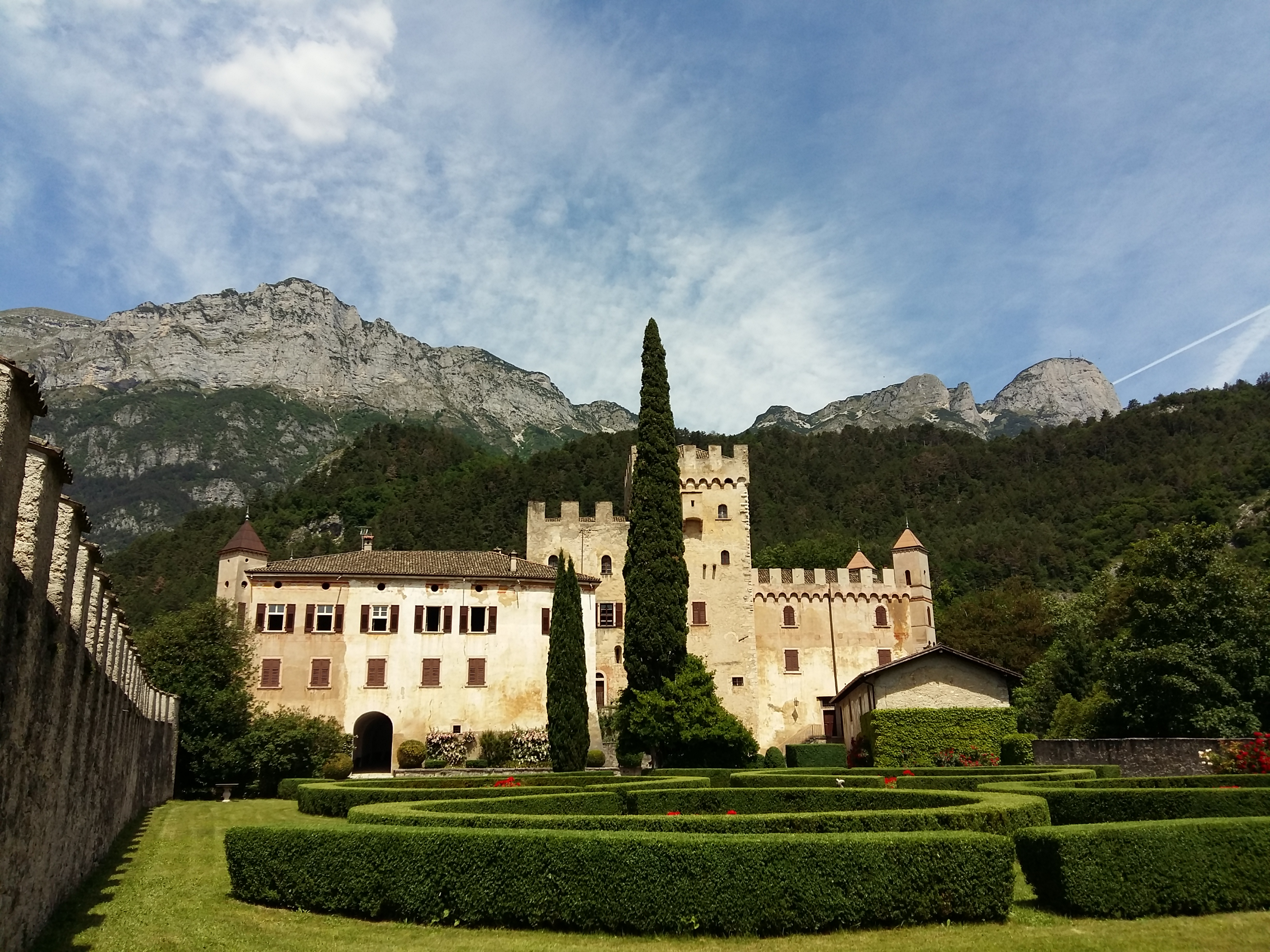
Castel Terlago
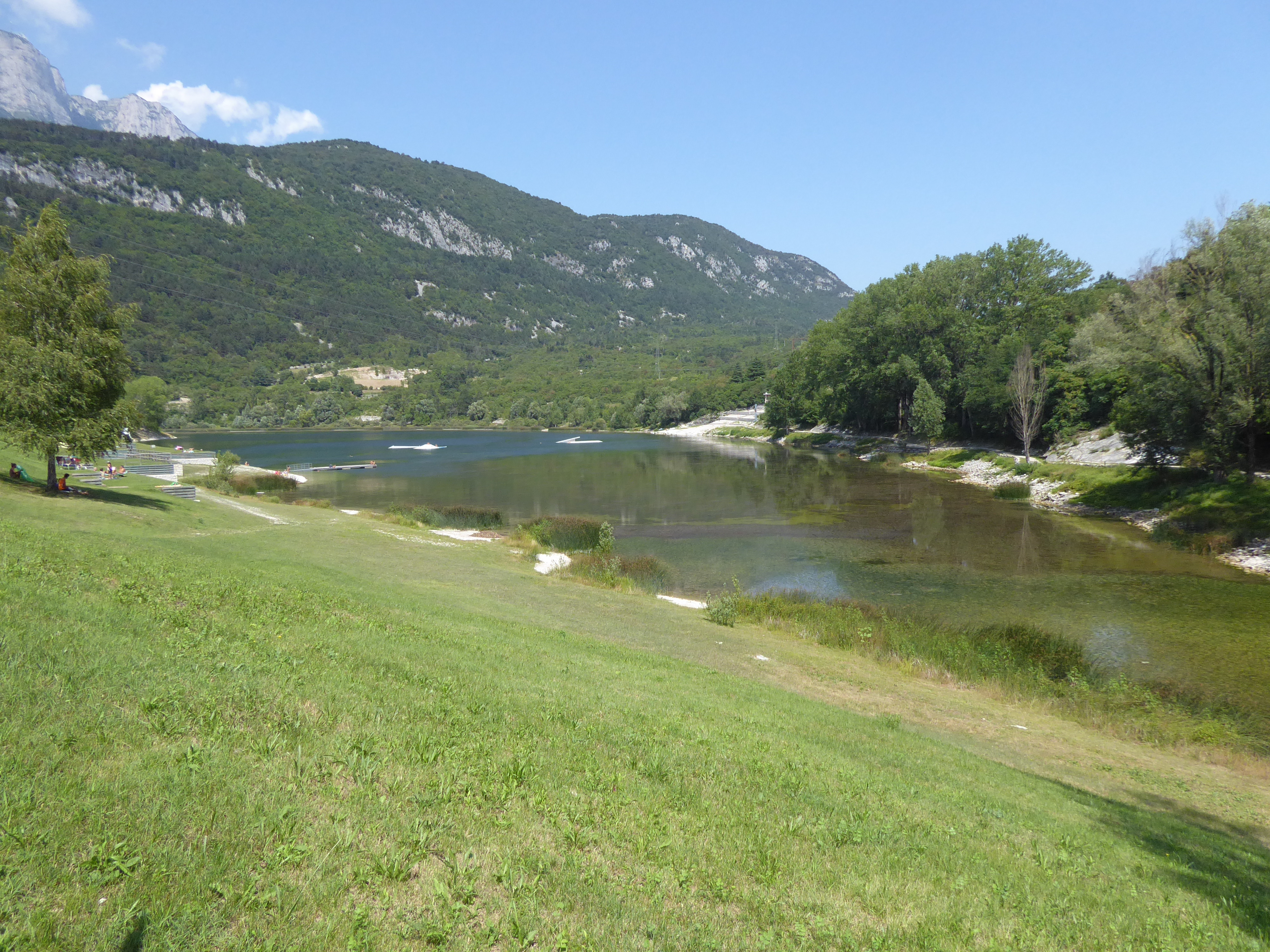
Lago di Terlago
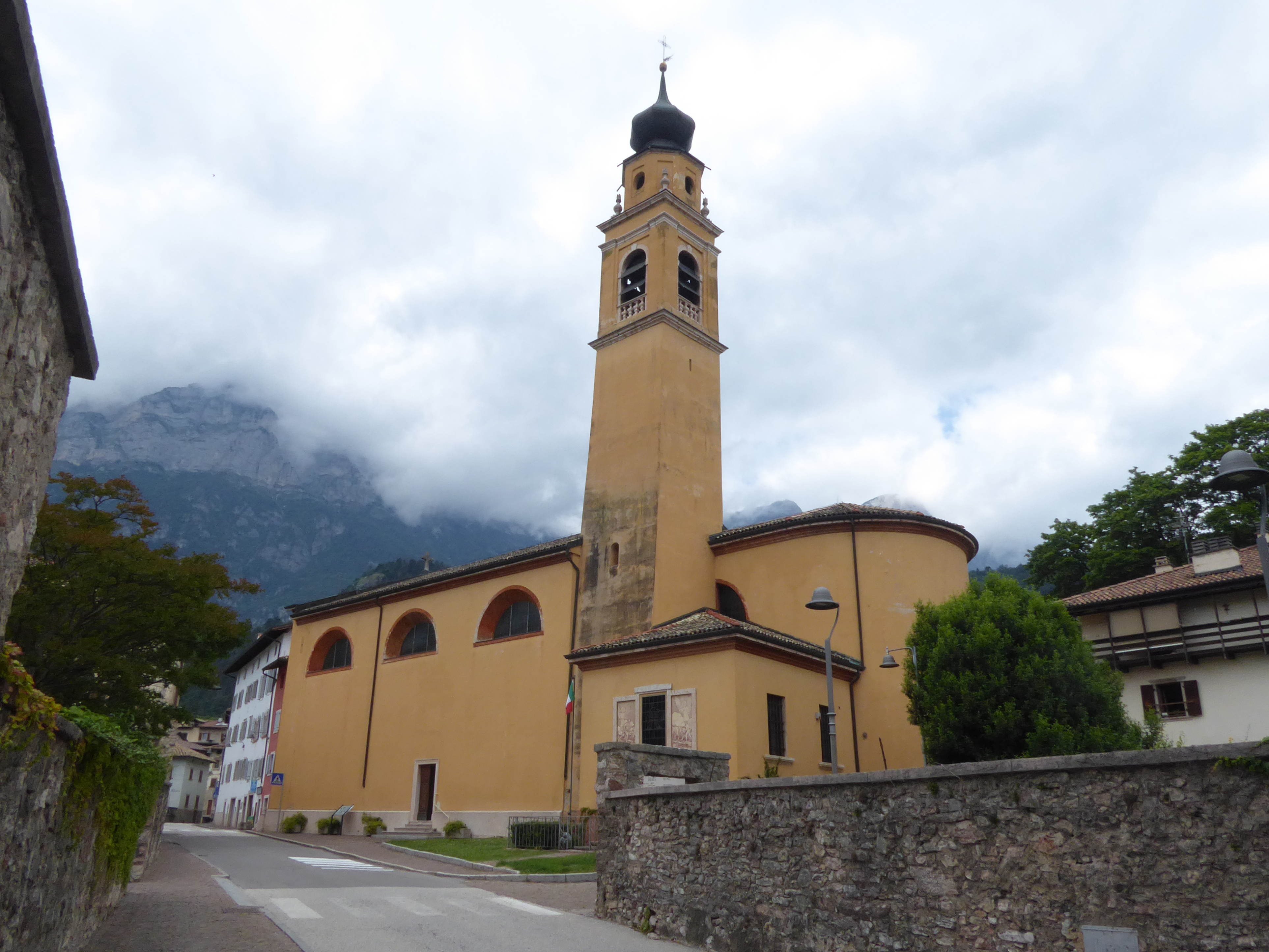
Pfarrkirche Sant’Andrea